# 日本姬魚
仙女魚，又稱日本仙女魚，為輻鰭魚綱仙女魚目合齒魚亞目仙女魚科的一種。

## 分布
本魚分布於太平洋區，包括日本、韓國、臺灣、中國、菲律賓、印尼、澳洲、紐西蘭及夏威夷群島等海域。

## 深度
水深85-330公尺。

## 特徵
本魚體延長略呈圓柱狀，眼大略突出，口部略能伸縮，體紅棕色，具4-5塊深褐色大斑，腹部色淡。雄魚背鰭無色，具一紅色大斑，雌魚則無。有脂鰭，尾鰭深叉，背鰭軟條16-17枚，臀鰭軟條9-10枚，體長可達22公分。

## 生態
本魚棲息在大陸棚邊緣的沙泥地區，為底棲性魚類，平時停棲在海底，游泳能力不強，為肉食性，以小魚及底棲性無脊椎動物為食。

## 經濟利用
可作為食用魚。